# Josh Culbreath
Joshua "Josh" Culbreath , född 14 september 1932 i Norristown i Pennsylvania, död 1 juli 2021 i Cincinnati i Ohio, var en amerikansk friidrottare.
Culbreath blev olympisk bronsmedaljör på 400 meter häck vid sommarspelen 1956 i Melbourne.